# اولزن

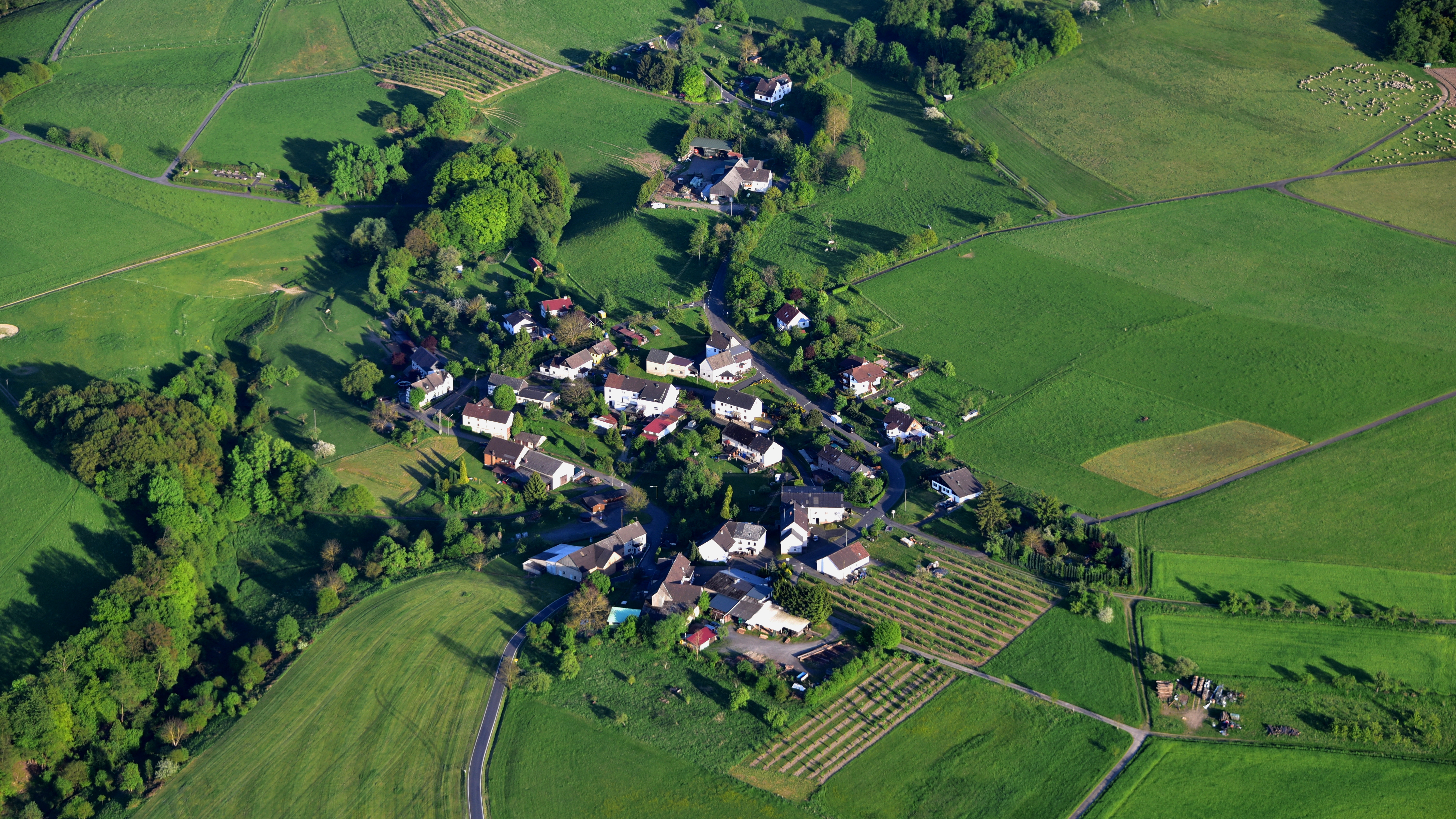
شهر اولزن از نمای بالا

اولزن (به آلمانی: Ölsen) یک شهر در آلمان است که در راینلاند-فالتس واقع شده‌است.

## خصوصیات
اولزن ۹۵ نفر جمعیت دارد.